# 尤斯頓車站
尤斯頓站（英語：Euston railway station，中文又称：伦敦尤斯顿车站）是一座位於英國中倫敦的鐵路總站，是西海岸主線的南端總站，也是20個由英國國家鐵路網管理營運的車站之一。該站於1837年7月20日啟用，是倫敦第一個城際列車車站，站體由喬治·史蒂芬生和羅伯特·史蒂芬生設計。據2016年統計，繁忙程度為英國第五名。本站站前即有公車車站，包括10、59、73、205、390等路線。
本站軌道配置為終端式車站。大多數自尤斯頓站發車的列車都是開往西米德蘭、西北英格蘭、北威爾斯和蘇格蘭部分地區的列車。自這裡發出的大部分長途列車的目的地是伯明翰、克鲁、曼彻斯特、利物浦、格拉斯哥和霍利希德。本站也是夜間臥鋪列車加勒多尼亞號（開往蘇格蘭高地城市因弗内斯和威廉堡等地）在倫敦的終端站。

## 歷史
它於1837年7月20日啟用時為倫敦及伯明翰鐵路的終點站。舊車站大樓已於1960年代拆除，取而代之的是國際現代風格的大樓。

### 舊站
尤斯頓是倫敦第一個城際火車站。倫敦及伯明翰鐵路公司的工程師喬治和羅伯特·史蒂芬生於1831年選擇了車站現址以興建車站。第一個車站選址是在伊斯靈頓、攝政運河附近，以有效連繫倫敦碼頭交通。之後羅伯特·史蒂芬生提出了在大理石拱門的替代選址， 但該選址被一個臨時委員會否決了。1833年，羅伯特宣佈在卡姆登鎮設立終點站，並於5月6日獲得御准，之後延長線於1834年獲得批准，允許線路到達尤斯頓。 車站興建時，當地主要是擴張城市邊緣的農田，毗鄰新路（現為尤斯頓路），這加速了車站附近的城市發展。
從卡姆登鎮至尤斯頓一段鐵路因為需要跨越攝政運河而產生了1：68的坡度。車站啟用時，由於當時的蒸汽列車無法爬上這樣的坡度，所以直到1844年，它們需要在通往卡姆登的下行線路上被電纜牽引。1844年後，之後電纜被先導發動機所取代。由於車站附近的居民對蒸汽機車上斜坡時運轉所產生的噪音和煙霧表達憂慮，倫敦及伯明翰鐵路議會法案禁止在尤斯頓車站及鄰近地區使用機車。
最初，每日分別有三班始發及終到列車，來往尤斯頓車站和赫默爾亨普斯特德，車程逾一小時。1838年4月9日，這些列車服務延伸至布萊奇利以北約1.6公里處，當時鐵路公司曾為乘客提供前往拉格比的接駁車服務。1838年9月17日，列車服務終於延伸至伯明翰寇松街車站，當時火車由尤斯頓車站前往伯明翰約需5小時15分鐘。
車站啟用時有兩個長130米的月台，分別用於列車出發和到達。其主入口門廊被稱為尤斯頓拱門，旨在象徵一個重大、新交通系統的到來，以及“通往北方的門戶”。它高22米，支撐著四根13.46米×2.59米的空心多立克柱，由利茲附近出產的石頭製成，是有史以來最大的柱子。它於1838年5月完工，耗資35,000英鎊（現為3,353,000英鎊）。
倫敦的第一家鐵路旅館建在尤斯頓車站。該站的兩家酒店於1839年開業，分別位於拱門的兩側；西邊的維多利亞酒店有基本設施，而東邊的尤斯頓酒店則主要供一等車廂的乘客服務。
隨著交通量的增加，車站迅速擴展。它的工作量從1838年的每月處理2,700個包裹增加到1841年的每月52,000個。到1845年，已有140人在站內工作。由於運力不足，火車開始晚點。次年，兩個新月台（後來的9號和10號月台）建在車站西邊的空地上，該地原本是預留給大西部鐵路公司使用的。倫敦及伯明翰鐵路公司在1846年與曼徹斯特及伯明翰鐵路公司以及大交匯鐵路公司合併，組成倫敦及西北鐵路公司，公司總部就設在尤斯頓。因此拱門和月台之間建造了一幢新建築作為總部辦公室。
1863年，該站啟用了一座新的港灣式月台（即現7號月台），供來往肯辛頓（艾迪生路）的市郊列車使用。1873年，車站新設了兩座月台（現1號和2號月台），並於西摩街新設了供出租車使用的入口。同時，車站屋頂升高了1.8米，使車站更易容納發動機產生的煙霧。
尤斯頓和卡姆登之間的鐵路在1901年和1906年之間進行了複線化工程。

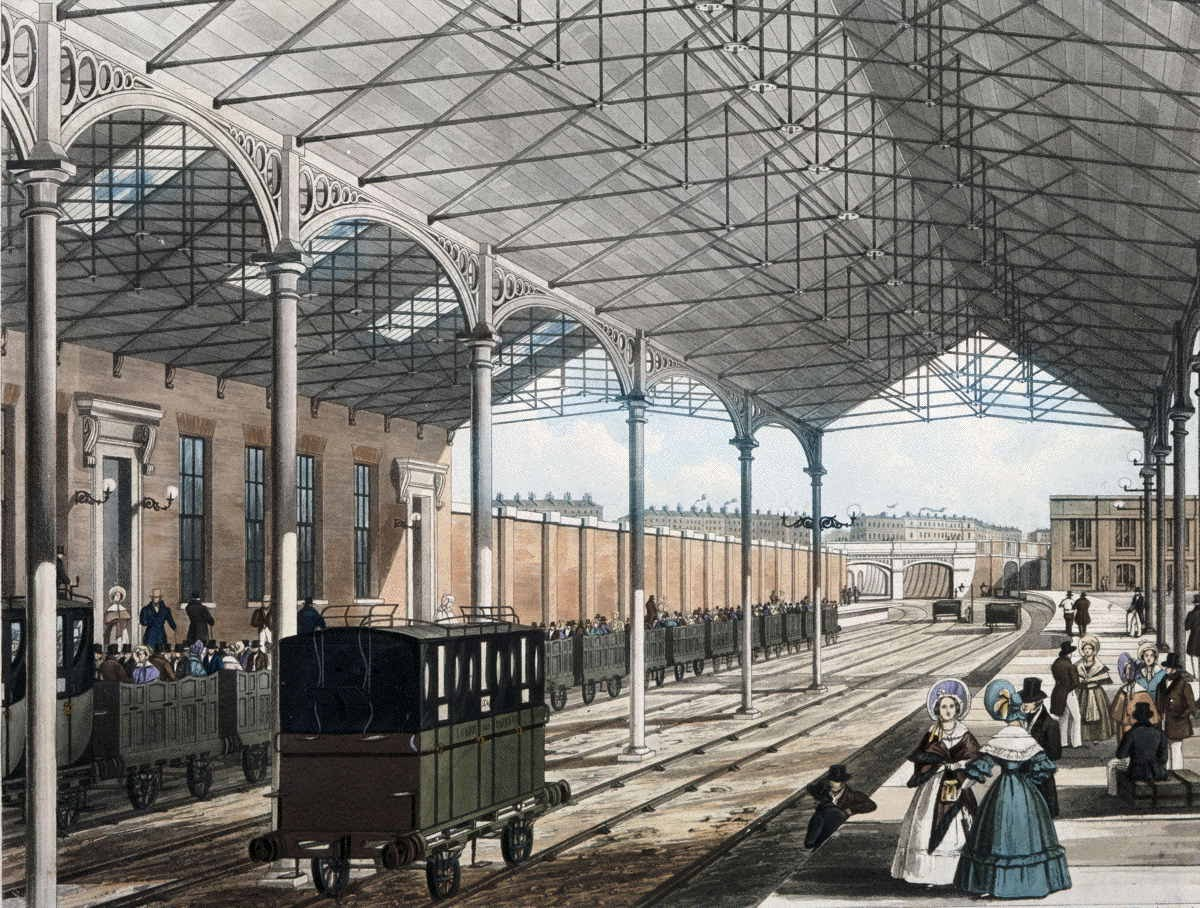
有關尤斯頓車站的早期印刷品，展示了車站於1837年時的熟鐵屋頂。
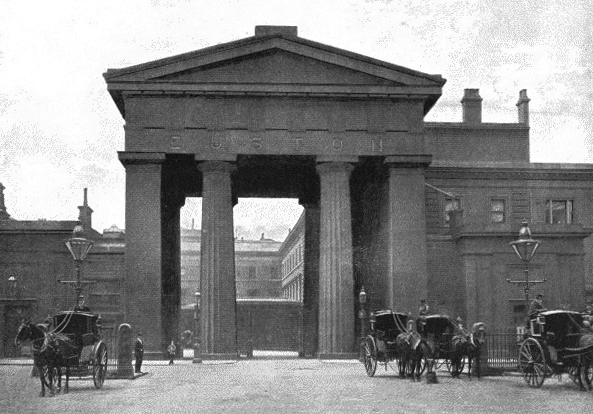
原有的車站入口尤斯頓拱門，攝於1896年
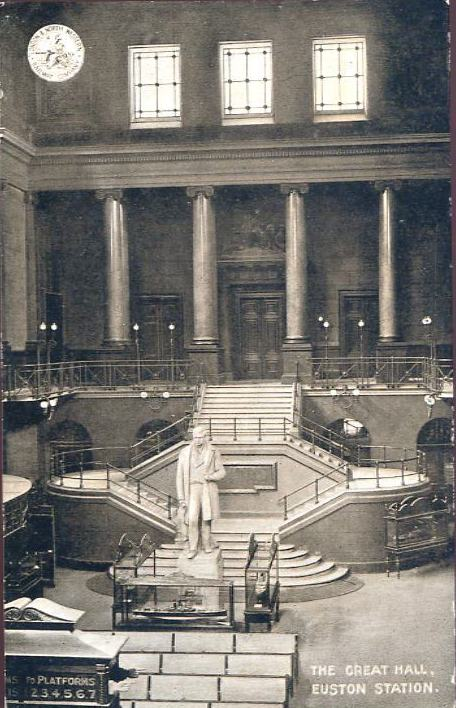
尤斯頓舊車站大堂
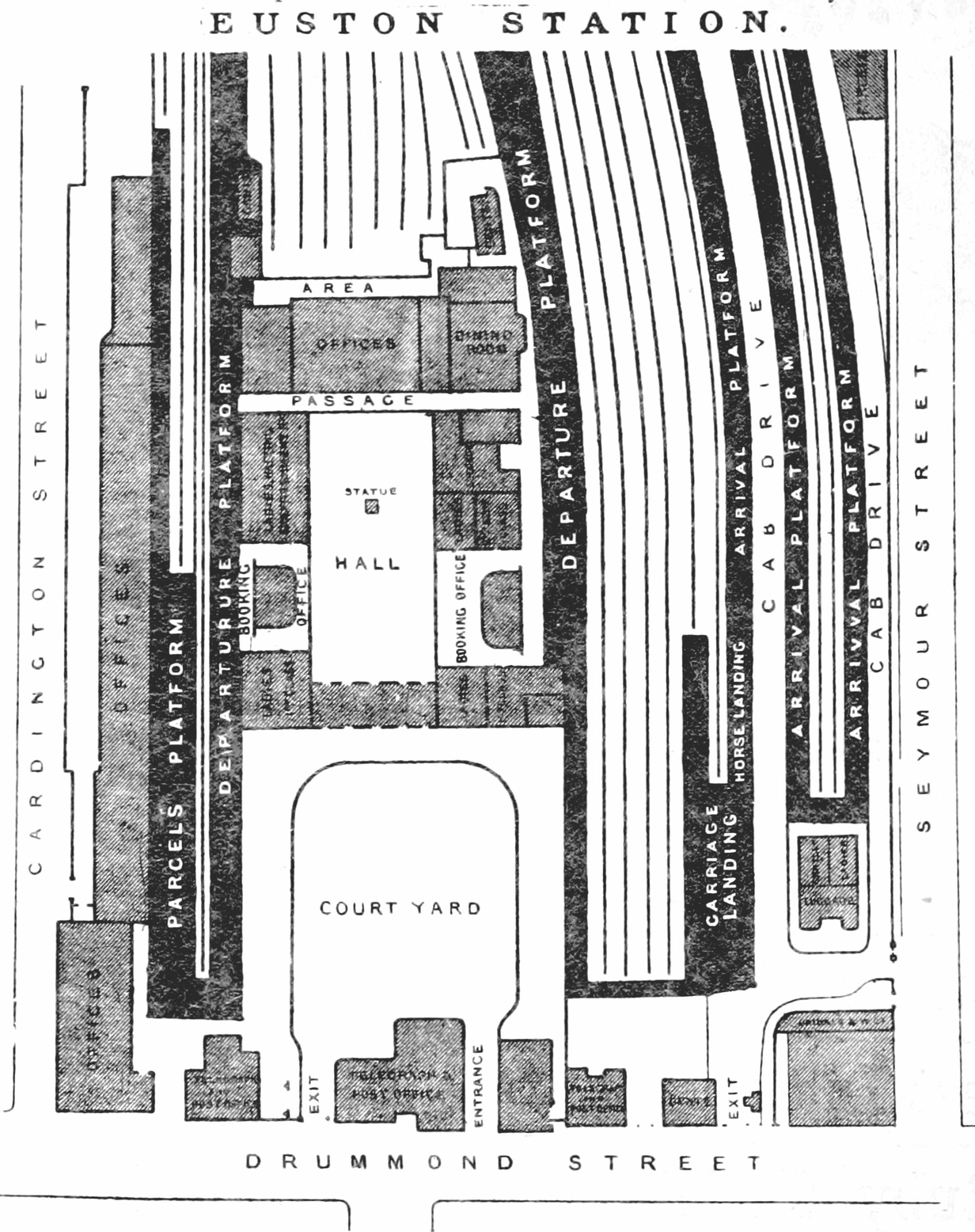
1888年時的尤斯頓車站平面圖
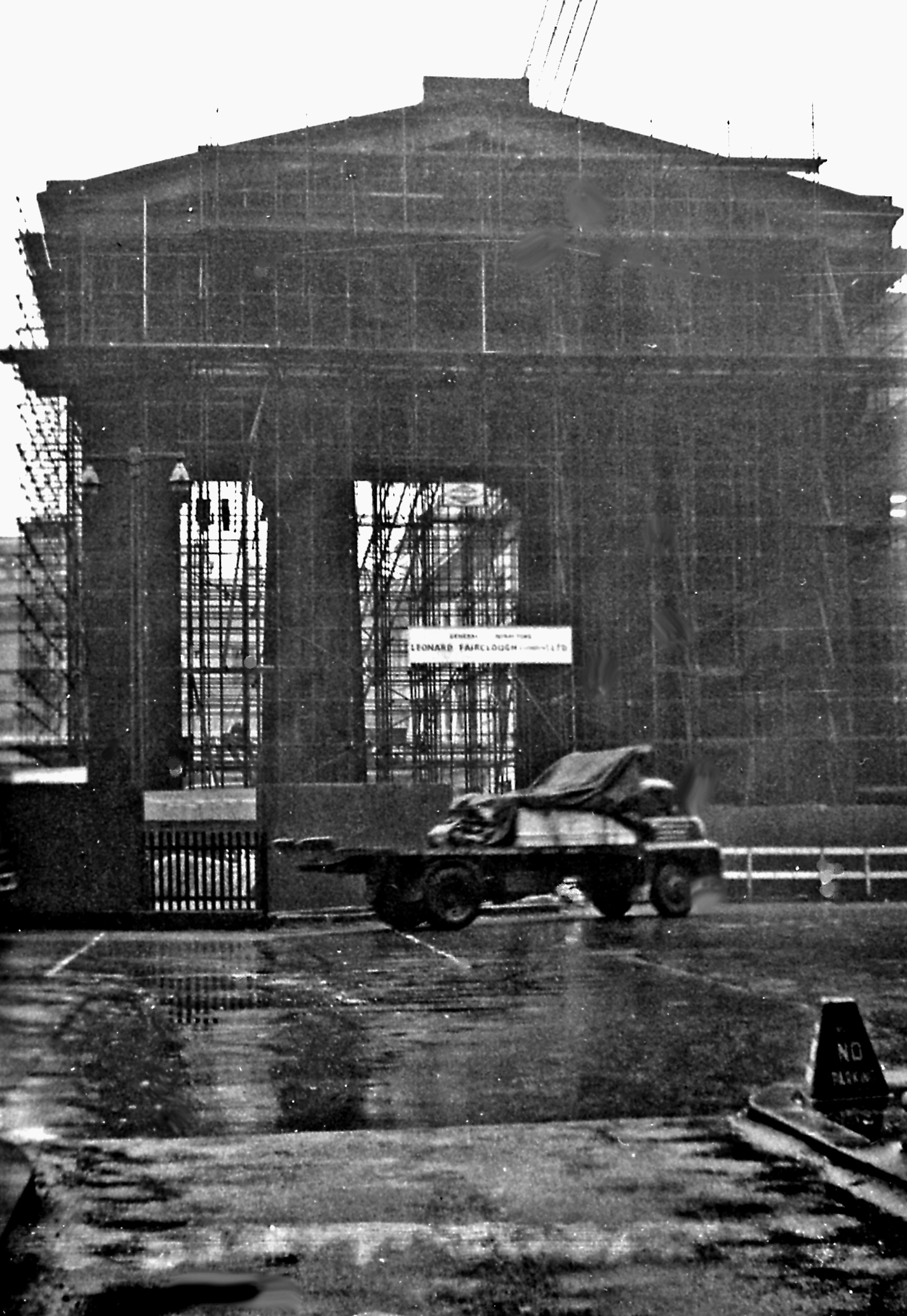
尤斯頓拱門於1962年2月即將拆除時的狀態

## 列車服務
有四家鐵路公司營運由尤斯頓站到發的列車。
- Avanti 西海岸：營運城際西海岸列車服務，其班次如下[21]：
  - 每小時1班經伯明罕新街往格拉斯哥中央／愛丁堡威瓦利（交替）
  - 每小時1班經普雷斯頓往格拉斯哥中央，尖峰時刻有往來普雷斯頓、蘭開斯特、卡萊爾的班車
  - 每小時2班經考文垂往伯明翰新街，尖峰時刻延駛自/至伍爾弗漢普頓
  - 每小時3班經斯托克波特往曼徹斯特皮卡迪利
    - 2班經特倫特河畔斯托克：
    - 1班經克魯

  - 每小時1班往利物浦萊姆街，經斯塔福德、克魯及朗科恩
  - 每小時1班往切斯特，經克魯
  - 每日2班往什魯斯伯里[22]
  - 每日4班往黑池北（僅限週一至五）
- 倫敦西北鐵路：營運區間與通勤列車，其每小時班次如下[23]：
  - 2班往特靈（Tring）
  - 1班往米尔顿凯恩斯中央車站
  - 2班經北安普頓往伯明罕
  - 1班往北安普頓
  - 1班經斯塔福德開往克魯
- 倫敦地上鐵：營運地區通勤列車，其每小時班次如下[24]：
  - 4班往沃特福德交匯，經沃特福德直流電鐵線
- 加勒多尼臥舖列車：每周日至周五夜間發出兩班車[25]
  - 高地號臥車（Highland Sleeper）：經柯科迪、鄧迪往阿伯丁；經 Dalmuir往威廉堡，以及經斯特靈與珀斯 開往因弗内斯。
  - 低地號臥車（Lowland Sleeper）：經卡萊爾開往格拉斯哥中央與愛丁堡威瓦利